# Medição do potencial quântico
A Medição do Potencial Quântico (Quantic Potential Measurement, QPM) é um teste realizado por uma máquina que promete determinar a personalidade de um individuo em segundos. No teste, feito através da medição da atividade bioeletrônica do organismo, são fixados eletrodos na cabeça do paciente e transmitida uma corrente de baixa intensidade (1,28 V) que após passar pelo seu corpo é analisada pelo computador.
A máquina deve ser utilizada como complemento para o trabalho psicólogos e profissionais, já que é necessária uma correta interpretação dos dados para que de fato eles correspondam a realidade da pessoa availiada.